# Nudechinus
Genre
Nudechinus est un genre d'oursins (échinodermes) de la famille des Toxopneustidae.

## Caractéristiques

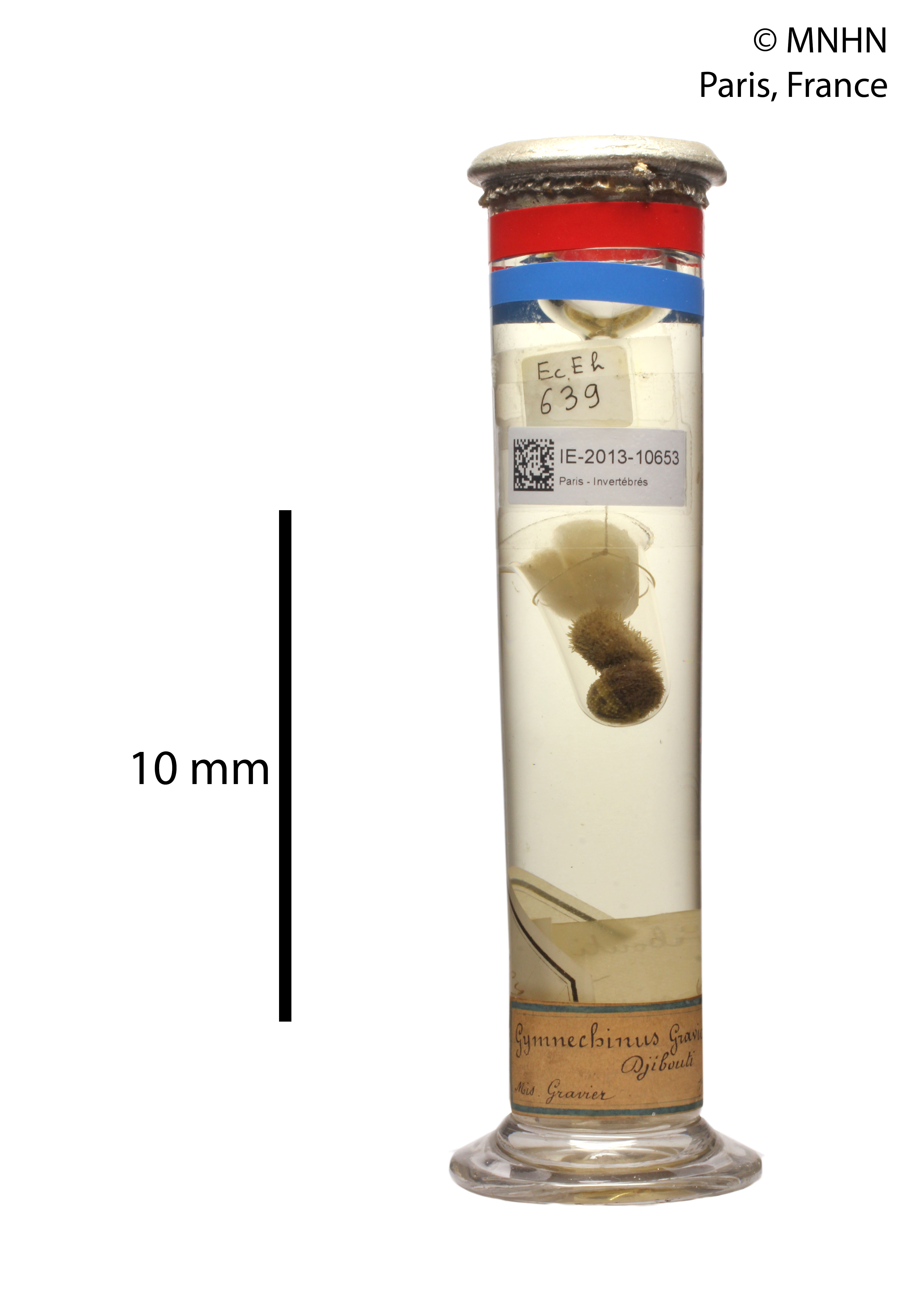
Nudechinus gravieri (holotype, MNHN)

Ce sont de petits oursins réguliers de forme circulaire, bombés (jusqu'à subconique) avec une face orale presque parfaitement plane. Le disque apical est le plus souvent hémicyclique. Le périprocte y est central, pourvu de quelques plaques périproctales élargies. Les ambulacres sont trigéminés, avec des paires de pores formant des arcs par trois, formant des bandes uniques. Les interambulacres portent des tubercules primaires en position centrale, flanqués par des tubercules secondaires de chaque côté. La membrane péristomiale est presque nue, à part dix petites plaques buccales.
L'espèce Nudechinus verruculatus est particulière au sein de ce genre, distinguée par une membrane péristomiale portant de nombreuses plaques denses, et un développement larvaire sans stade en forme de sac. Pour ces raisons, cette espèce est parfois placée dans un genre distinct, Cyrtechinus, mais Mortensen (1943) considère cette séparation peu justifiée. 
On trouve les espèces de ce genre principalement dans les eaux tropicales de l'Indo-Pacifique.

## Liste d'espèces
Selon World Register of Marine Species (1 avril 2014) :
- Nudechinus ambonensis Mortensen, 1942 -- Pacifique ouest
- Nudechinus darnleyensis (Tenison-Woods, 1878) -- Australie
- Nudechinus gravieri (Koehler, 1905) -- Golfe d'Aden et Australie occidentale
- Nudechinus inconspicuus (Mortensen, 1904) -- Pacifique ouest
- Nudechinus multicolor (Yoshiwara, 1898) -- Japon
- Nudechinus rubripunctatus H.L. Clark, 1925 -- îles Amirantes
- Nudechinus scotiopremnus H.L. Clark, 1912 -- Mer Rouge et Australie occidentale
- Nudechinus stictus H.L. Clark, 1912 -- Archipel Sulu
- Nudechinus verruculatus (Lütken, 1864) -- Indo-Pacifique

Nudechinus ambonensis
Gymnechinus inconspicuus
Nudechinus scotiopremnus australiensis
Nudechinus verruculatus